# Francisco Asensi
Francisco Asensi Hernández (* 1936 in Algemesí, Provinz Valencia; † 20. November 2013 ebenda) war ein spanischer Schriftsteller.

## Leben
Nach Absolvierung seiner Schulzeit studierte Asensi Geschichte, Philosophie und Theologie an der Universität von Valencia. Er konnte dieses Studium erfolgreich abschließen und bekam im Anschluss daran eine Anstellung als Dozent an derselben Universität.
Nach einigen Jahren legte Asensi alle seine Aufgaben und Ämter nieder und trat in ein Kloster ein. Insgesamt verbrachte er im Status eines Laienbruders nahezu zehn Jahre in einem spanischen Kloster. Aus dieser Zeit stammen auch seine ersten literarischen Versuche. 
Ab 1996 widmete sich Asensi nur noch dem Schreiben. Er verließ sein Kloster und lebte 2011 wieder in seiner Heimatstadt.

## Werke (Auswahl)
- El diablo tiene nombre[2]. Plaza & Janés, Barcelona 2001, ISBN 84-01-32868-3.
- La sibila de Delfos. Asesinato en el cónclave[2]. Editorial del Bronce, Barcelona 1996, ISBN 84-8300-082-2 (Cuadernos del Bronce; 5).
- Concilium. Roman („El secreto de Sant' Angelo“). Heyne, München 2007, ISBN 978-3-453-81135-5.
- Das Blut des Heiligen. Roman Heyne, München 2008, ISBN 978-3-453-81179-9.